# Maserati Ghibli
Ghibli ist eine Bezeichnung mehrerer Sportwagen des italienischen Automobilherstellers Maserati, die seit den 1960er-Jahren in drei Serien entstanden sind. Die ersten beiden Serien waren Zweitürer. Zwischen 2013 und 2024 war die dritte Serie des Ghibli lieferbar. Bei ihr handelt es sich um eine viertürige Limousine, die unterhalb des Quattroporte angesiedelt war. Die Bezeichnung der Autos leitet sich vom Ghibli, einem heißen Wüstenwind der Sahara, ab.

## Modelle

### 1966 bis 1973: Der klassische Ghibli

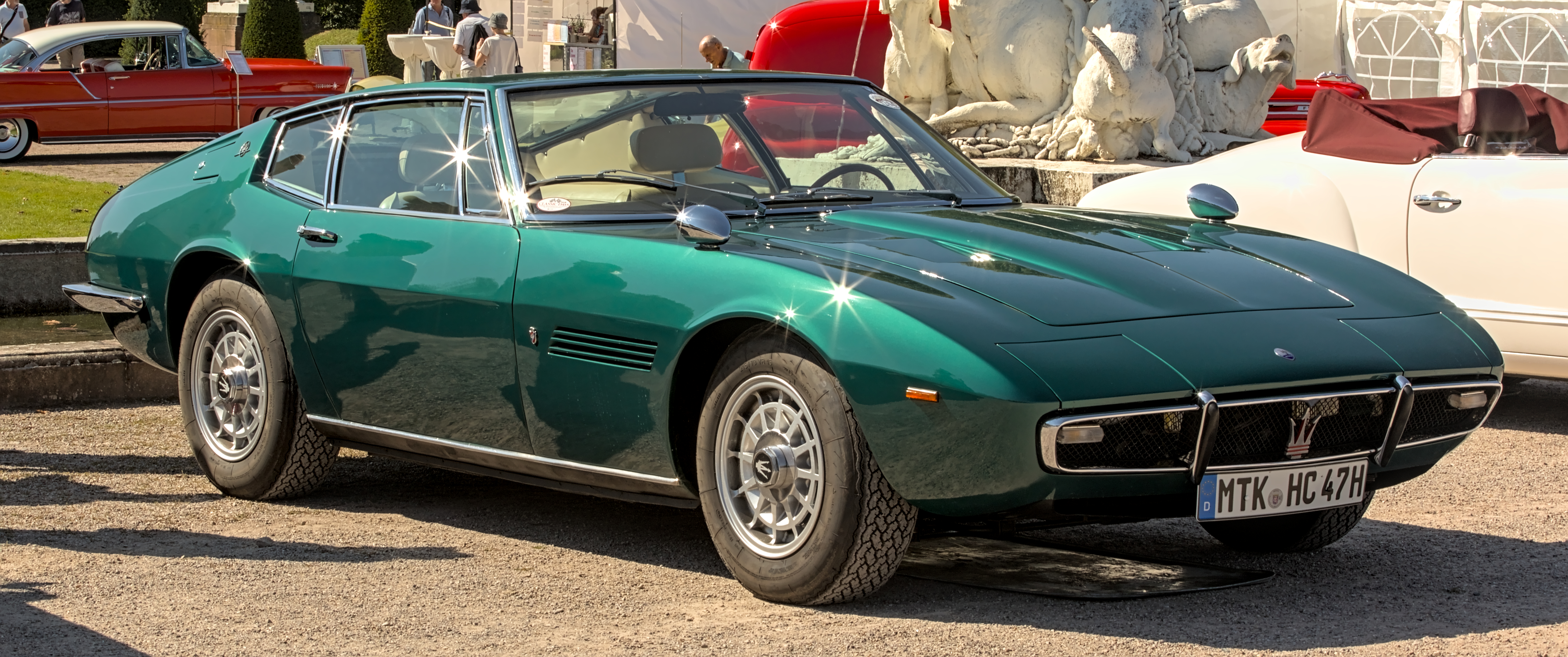
Maserati Ghibli GT (1967)

Der erste Maserati Ghibli wurde im Herbst 1966 vorgestellt. Er war ein zweisitziges Coupé mit Fließheckkarosserie, die Giorgetto Giugiaro für die Carrozzeria Ghia entworfen hatte. Dem Coupé wurde Ende 1968 ein zweisitziger Spyder zur Seite gestellt, daneben stattete Pavesi ein Ghibli-Coupé mit einem herausnehmbaren Dach im Targa-Stil aus. Die Rohkarosserien entstanden überwiegend bei Vignale. Als Antrieb diente ein Achtzylindermotor, der in seiner Grundkonzeption auf ein Triebwerk zurückging, das bereits im Jahr 1956 mit dem Tipo 450S im Rennsport debütiert hatte und seit 1964 im Quattroporte I verwendet wurde. Der Hubraum betrug wahlweise 4.7 oder 4.9 Liter (Ghibli 5000 SS), die Motorleistung lag zwischen 310 und 335 PS. Als Höchstgeschwindigkeit wurden 270 km/h angegeben.
Der Tipo AM115 wurde bis Ende 1973 produziert. In dieser Zeit entstanden insgesamt 1.124 Coupés und 125 Spyder. Zu den Ghibli-Fahrern gehörten Jean-Paul Belmondo, Sammy Davis Junior, Henry Ford II und Peter Sellers.
Giugiaro selbst hält den Ghibli GT rückblickend für seine beste Kreation.

### 1992 bis 1997: Der Biturbo-Ghibli

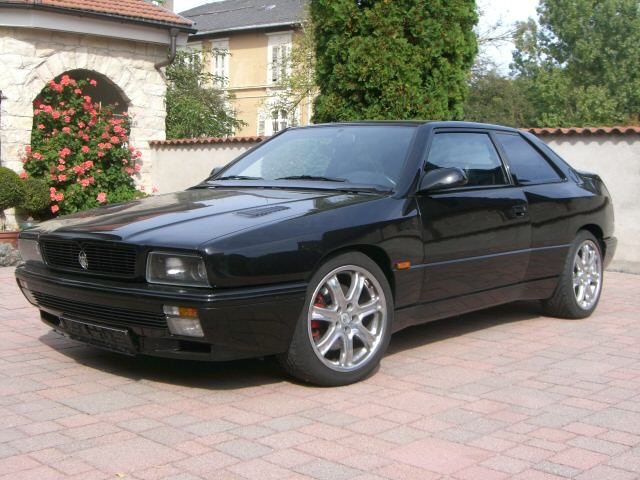
Maserati Ghibli 2,0 V6 (1996)

19 Jahre nach Produktionsende des Tipo AM115 kehrte im Frühjahr 1992 der Name Ghibli ins Maserati-Portfolio zurück. Der zweite Ghibli, der in der Spätphase der De-Tomaso-Ära entstand, war ein Ableger des Maserati-Biturbo-Coupés, dessen Karosseriestruktur er weitgehend unverändert übernahm. Es handelte sich um ein zweitüriges Stufenheckcoupé mit vier Sitzen. Die an die sonstigen Biturbo-Modelle erinnernde Karosserie war von Marcello Gandini entworfen worden. Das Fahrwerk des Ghibli ähnelte dem des Maserati Shamal. Angetrieben wurde der Wagen zunächst ausschließlich von einem Sechszylindermotor mit 2.0 Litern Hubraum und zwei Turboladern. Die Leistung belief sich auf 225 kW (306 PS) bzw. auf 228 kW (310 PS).
Im Jahr 1993 kam für Exportmärkte eine Version mit einem 284 PS starken 2.8-Liter-V6 hinzu. Zum Einsatz kam ein manuelles Fünfganggetriebe; für den größeren Motor war wahlweise auch ein Automatikgetriebe verfügbar. Hinzu kamen mehrere Sportversionen, die bis zu 246 kW (334 PS) leisteten.
Die Produktion des Tipo AM336 endete im Sommer 1997 mit der Übernahme Maseratis durch Ferrari. Der Abverkauf der letzten Modelle dauerte bis 1999 an. Vom Ghibli der zweiten Generation entstanden insgesamt 2.183 Exemplare.

### 2013 bis 2024: Viertürige Limousine

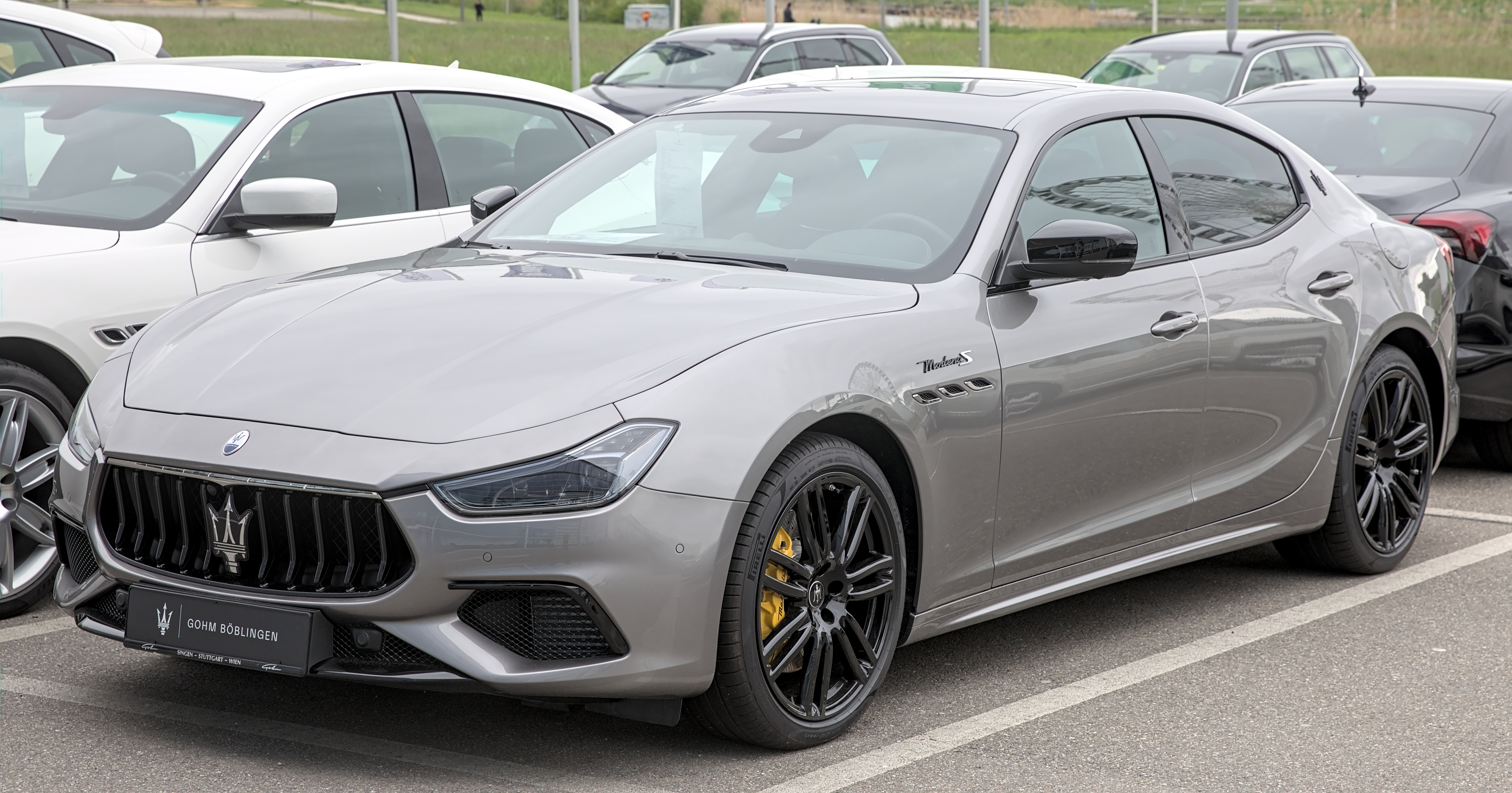
Maserati Ghibli (2014)

Ab August 2013 war die dritte Serie des Maserati Ghibli lieferbar, wobei es sich diesmal um eine viertürige Limousine handelt. Es war zudem das erste Modell der Marke, das mit einem Dieselmotor erhältlich ist. Die Länge des Maserati Ghibli beträgt 4,97 Meter bei einem Radstand von 2,99 Metern. Zum Modelljahr 2017 wurde der Maserati Ghibli überarbeitet und hat sich innen dem Design des Maserati Levante angepasst. In Deutschland war der 3,0-Liter-V6-Dieselmotor mit 202 kW (275 PS) lieferbar. In Italien hatte der Dieselmotor nur 184 kW (250 PS). Ebenso gab es für Deutschland den 3,0-Liter-V6-Benzinmotor mit 257 kW (350 PS) und 301 kW (410 PS) Mit dem Modelljahr 2017 gab es eine Leistungssteigerung um 20 PS auf 257 kW (350 PS) sowie ein neues Infotainment und zahlreiche optionale aktive und passive Sicherheitssysteme. Eine Vierzylinder-Mild-Hybrid-Version mit 243 kW (330 PS) und eine V8-Version mit 427 kW (580 PS) folgten 2020.